# VCard
vCard je souborový formát pro výměnu osobních dat, především elektronické obchodní vizitky. vCards jsou nejčastěji přiloženy v e-mailových zprávách, ale mohou se vyměňovat i jinými cestami, nejčastěji prostřednictvím WWW stránek. Mohou obsahovat jméno a příjmení, adresy, telefonní čísla, URL adresy, loga, fotografie i audio klipy. Soubory vCard jsou ukládány ve formátu vcf, ve kterém se ukládají i kontakty například v mobilních telefonech.